# José Contreras Cortés
José Daniel Contreras Cortés (Copiapó, Chile, 22 de diciembre de 1977) es un exfutbolista chileno. 

## Trayectoria
Debutó el año 1995 en Regional Atacama a los 17 años de edad en primera división del futbol chileno; fue seleccionado nacional sub-20 en los años 1996 y 1997. Fue transferido a O'Higgins de Rancagua, donde fue elegido el año 1998 como mejor lateral izquierdo de la temporada 1998 del campeonato nacional de Primera B, consiguiendo el ascenso a Primera División A del campeonato Nacional. 1999 jugó en Deportes Iquique, el año 2000 es transferido a Huachipato donde fue titular constantemente en el campeonato Nacional de primera división, termina su ciclo en el equipo acerero para luego trasladarse a la tercera región, su tierra natal don realiza grandes campañas en Cobresal, tiene un paso por la cuarta región donde presta sus servicios como central y líbero experimentado en Coquimbo Unido. Su última temporada como futbolista profesional en el Santiago Wanderers proveniente de Coquimbo Unido. Hizo de defensa central a pesar de que cuando llegó al Club de la mano de Gustavo Huerta comenzó jugando como mediocampista de contención pero al pasar a su posición natural se comenzó a convertir en una buena pieza en la defensa caturra.
Ha sobresalido convirtiendo goles en el Campeonato de Primera B y en la Copa Chile.
Convirtió goles en todos los equipos donde jugó y fue capitán en varios de estos.
Finalmente pese a ser el hombre de experiencia en la defensa caturra finalizado su contrato en Wanderers se decide no renovarle. 
Hoy ya retirado reside en la ciudad de Villa Alemana.
En la actualidad, se desempeña en el rubro de la minería del Norte Grande de Chile.

## Clubes
| Club               | País  | Temporadas |
| ------------------ | ----- | ---------- |
| Regional Atacama   | Chile | 1995-1997  |
| O'Higgins          | Chile | 1998       |
| Deportes Iquique   | Chile | 1999       |
| Huachipato         | Chile | 2000-2001  |
| Cobresal           | Chile | 2002-2006  |
| Coquimbo Unido     | Chile | 2007       |
| Santiago Wanderers | Chile | 2008       |

- Datos: Q5691750